# Культура Владимира
Культура Владимира — сведения о культурной жизни города Владимир.

## Театры
В 1848 году был основан первый театр во Владимире. Ныне это Владимирский областной драматический театр имени Луначарского. В 1850—1860 гг театром руководила А. М. Читау, в этом театре дебютировал А. П. Ленский, здесь играл Евгений Евстигнеев. Здание театра расположено у Золотых ворот. В июне 2020 года в здании театра во время проведения электромонтажных работ произошло возгорание площадью 500 кв. метров, в результате которого серьёзно пострадала недавно отремонтированная сцена, зрительный зал и фойе театра. По предварительным данным, несущие конструкции здания, механизм сцены и световое оборудование пожаром не повреждены. Специалисты говорят, что на восстановление театра, в лучшем случае, потребуется два года.
В 1969 году был создан театр кукол.

## Музеи
В 1854 году был основан музей города Владимир. Название и статус этого музея неоднократно менялись, ныне это Владимирско-Суздальский историко-архитектурный и художественный музей-заповедник, один из крупнейших музеев России, включающий в себя 55 памятников, из которых 10 вошли в список Всемирного наследия ЮНЕСКО. С 1960 по 2010 год музеем руководила А. И. Аксёнова.
В 2015 году для посетителей открыт частный Музей ложки, проводящий мастер-классы и выездные выставки в разных городах России.
Имеется картинная галерея.
Дом-музей Столетовых.

## Люди
Люди искусства Владимира, писатели и поэты, художники, музыканты: композиторы Сергей Танеев, Артём Ананьев, писатели Татьяна Полякова, Николай Златовратский, художники Французов Борис Фёдорович, Юкин Владимир Яковлевич, Бритов Ким Николаевич, Кокурин Валерий Григорьевич, Мокров Николай Алексеевич и многие другие, архитектор Сергей Родионов, сценограф Шавловский Станислав Семёнович.
Родом из Владимира актёры Алексей Баталов, Вадим Яковлев, Валерий Хлевинский, Владимир Вихров, театральный режиссёр Андрей Житинкин, режиссёр и сценарист Владимир Толкачиков.